# Кошкуль (аул, Новосибирская область)
Кошкуль (тат. Кошкүл) — аул в Чановском районе Новосибирской области. Входит в состав Новопреображенского сельсовета.

## География
Площадь аула — 33 гектаров.

## Население
| 2002 | 2007 | 2010 |
| ---- | ---- | ---- |
| 505  | ↗512 | ↘469 |

## Инфраструктура
В ауле по данным на 2007 год функционируют 1 учреждение здравоохранения и 2 учреждения образования.